# Mila Kostadinovic
Mila Kostadinović (* 1975 in Stuttgart) ist eine deutsche Schauspielerin.

## Leben
Mila Kostadinović wuchs zweisprachig auf; neben Deutsch ist Serbokroatisch ihre Muttersprache. Sie wuchs in Heslach auf, wo sie auch die Schule besuchte. Sie machte zunächst eine Ausbildung als Zahnarzthelferin; außerdem ließ sie sich zur Aerobictrainerin und Yogalehrerin ausbilden. Sie ging dann nach München, wo sie als Verkäuferin und Trainerin arbeitete und ihr Abitur nachholte. Von 2001 bis 2004 absolvierte Kostadinović eine Schauspielausbildung an der Berufsfachschule für Darstellende Kunst Schauspiel München;; sie beendete das Studium mit dem ZBF-Abschluss. 
Während ihrer Ausbildung spielte sie am Schauspiel München die Titelrolle in Minna von Barnhelm (2003), die Jeléna Andréjewna in Onkel Wanja (2004), das Gretchen im Urfaust (2004) und die Titelrolle in Antigone (2004) von Jean Anouilh. Kurz vor Abschluss ihres Studiums erhielt sie ein Engagement am Akademietheater München; sie spielte dort 2004 die Rolle der Marie in dem Drama Krankheit der Jugend von Ferdinand Bruckner. Seither spielte sie regelmäßig an verschiedenen Münchner Bühnen. Gastengagements hatte sie unter anderem am Metropol-Theater München (Marian in Lost Highway Show von David Lynch, 2005) und am Theater im Römerhof in Garching; dort arbeitete sie als Regieassistentin bei den Stücken Und dann gabs keines mehr und Einer flog über das Kuckucksnest. 
2010 spielte sie am Theater Halle 7 in München in dem Theaterstück Bandscheibenvorfall von Ingrid Lausund; außerdem stand sie 2010 in München wieder als Marian in Lost Highway Show auf der Bühne.
Mila Kostadinović spielte in mehreren Abschlussfilmen der Hochschule für Fernsehen und Film München, in einigen Kurzfilmen und Fernsehserien mit. 2007 hatte sie eine Gastrolle als Maria in der ARD-Vorabendserie Marienhof. 2008 wirkte sie in der RTL-Comedyserie Die unglaublichsten Geschichten mit.
2010/2011 gehörte sie mit der dramatischen Rolle der gebürtigen Serbin Janka Kovac zum Hauptcast der ZDF-Telenovela Lena – Liebe meines Lebens. Sie spielte ein Dienstmädchen, das nach dem Ende seiner Drogenabhängigkeit um das Sorgerecht für ihren Sohn kämpft.

## Filmografie (Auswahl)
- 2004: Nachtschwimmer
- 2005: Atomic Kitchen - A very Bad Day
- 2007: Verlassen
- 2007: Marienhof
- 2008: Die unglaublichsten Geschichten
- 2010–2011: Lena – Liebe meines Lebens